# Wanderson Miranda Francisco
Wanderson Miranda Francisco (sinh ngày 8 tháng 2 năm 1990 Santo Amaro da Imperatriz, Santa Catarina), hay đơn giản Wanderson, là một cầu thủ bóng đá người Brasil thi đấu cho câu lạc bộ Bồ Đào Nha AD Fafe ở vị trí tiền vệ.